# Alexander Sergejewitsch Faminzyn

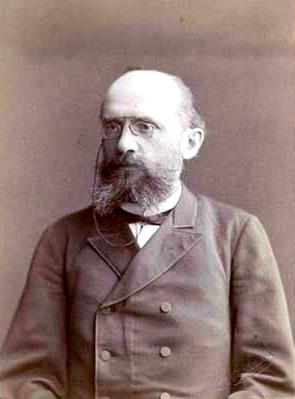
Alexander Sergejewitsch Faminzyn

Alexander Sergejewitsch Faminzyn (* 5. November 1841 in Kaluga; † 6. Juli 1896 in Ligowo, Ortsteil von Sankt Petersburg) war ein russischer Komponist und Musikpädagoge.

## Leben und Wirken
Faminzyn studierte in Leipzig u. a. bei Moritz Hauptmann. 1864 ging er nach Löwenberg in Schlesien, wo er Schüler von Max Seifriz war. Dieser führte 1866 seine Russische Rhapsodie für Violine und Orchester auf. Von 1865 bis 1872 gab er Vorlesungen über Musikgeschichte und Ästhetik am Sankt Petersburger Konservatorium, an denen u. a. Ella Adaïewsky teilnahm. Von 1870 bis 1880 war er Sekretär der Kaiserlichen Russischen Musikgesellschaft, wo er sich als Gegner der Novatoren Borodin, Cui und Mussorgski profilierte.